# سنیتسا
سنیتسا (به آلمانی: Senitz) یک شهرک در اسلواکی با جمعیت ۲۰٬۸۶۰ نفر است که در Senica District واقع شده‌است.